# NGC 104

## Цікаво
У системі виявлено зорю-карлика, яка критично близько підійшла до "чорної діри.